# Bunodeopsis globulifera
Bunodeopsis globulifera is een zeeanemonensoort uit de familie Boloceroididae.
Bunodeopsis globulifera is voor het eerst wetenschappelijk beschreven door Duchassaing in 1850.